# فيكرز تايب 432
فيكرز تايب 432  (بالإنجليزية: Vickers Type 432)‏ هي طائرة مقاتلة بمحركين أنتجت في المملكة المتحدة. من صناعة فيكرز أرمسترونغس. كان أول طيران لها في 24 ديسمبر 1942. صنع منها طائرة واحدة.